# Adventures in Babysitting
Adventures in Babysitting is een Amerikaanse filmkomedie uit 1987 onder regie van Chris Columbus. De film werd een succes en bracht een bedrag van $34 miljoen op. Het inspireerde een pilotaflevering voor een televisieserie die nooit gemaakt zou worden.

## Verhaal
Chris Parker is een tiener die aan het einde van het schooljaar haar schooldiploma zal halen. Ze is goed bevriend met Brenda en gaat uit met de rebelse Mike Todwell. Op een avond verheugt ze zich op haar date met hem, maar hij zegt dit op het laatste moment af.
Eenmaal thuis wordt haar gevraagd op de kinderen van de Andersons te passen. Ze wordt hier met tegenzin naartoe gestuurd. Ze bereidt zich voor op een saaie avond, maar niets is minder waar wanneer Brenda haar belt voor hulp. Ze vertelt haar dat ze van huis is weggelopen en zich nu in een duistere buitenwijk van Chicago bevindt.
Chris besluit haar stiekem op te halen en haalt de kinderen over niets te vertellen aan hun ouders. Dit doen ze, op voorwaarde dat ze mee mogen. Ook een vriend van het oudste kind weet haar dusdanig te chanteren dat hij mee mag. Onderweg gaat het al snel fout en belanden ze ook zelf in de gevaarlijke buitenwijken. Het duurt niet lang tot ze te maken krijgen met enge figuren en ze op de hielen worden gezeten door gevaarlijke criminelen.

## Rolverdeling
| Acteur              | Personage         |
| ------------------- | ----------------- |
| Elisabeth Shue      | Chris Parker      |
| Keith Coogan        | Brad Anderson     |
| Maia Brewton        | Sara Anderson     |
| Anthony Rapp        | Daryl Coopersmith |
| Penelope Ann Miller | Brenda            |
| Bradley Whitford    | Mike Todwell      |
| George Newbern      | Dan Lynch         |
| Calvin Levels       | Joe Gipp          |
| Vincent D'Onofrio   | Dawson / Thor     |
| Lolita Davidovich   | Sue Ann           |